# HEW Cyclassics 1996
La HEW Cyclassics 1996 era la 1a edició de la cursa ciclista HEW Cyclassics. Es va disputar el dilluns 8 d'abril de 1996. El vencedor fou l'italià Rossano Brasi (Polti), que s'imposà en solitari davant Bert Dietz i Steffen Rein.

## Resultats
|    | Ciclista          | Equip                             | Temps      |
| -- | ----------------- | --------------------------------- | ---------- |
| 1  | Rossano Brasi     | Polti                             | 3h 33' 18" |
| 2  | Bert Dietz        | Deutsche Telekom                  | + 13"      |
| 3  | Steffen Rein      | Team Nürnberger Versicherung      | + 54"      |
| 4  | Steven de Jongh   | TVM                               | m. t.      |
| 5  | Frantisek Trkal   | Husqvarna-ZVVZ                    | m. t.      |
| 6  | Bart Leysen       | Mapei-GB                          | m. t.      |
| 7  | Igor Zhuchlantsev | Tönissteiner-Gios-Salotti         | m. t.      |
| 8  | Mark Claussmeyer  | Die Continentale-Olympia Dortmund | m. t.      |
| 9  | Mirko Crepaldi    | Polti                             | m. t.      |
| 10 | Jason Phillips    | PSV Köln                          | m. t.      |